# 通夜 (漫画)
『通夜』（つや）は、つげ義春による日本の漫画作品。1967年（昭和42年）3月に、『ガロ』（青林堂）に発表された10頁からなる短編漫画作品である。つげの中でも、特に突き抜けたユーモアがある作品。

## 解説
前年の1966年には、娯楽ものから脱却し、自らの表現を指向し『沼』、『チーコ』などを発表していたが、不評であった。同年の2月には水木しげるのアシスタントになるため、調布市のアパートに転居『墓場の鬼太郎』を手伝う。この作品は、その年の暮れ頃に描かれた。1967年には水木プロダクションの仕事が忙しくなり、腱鞘炎を患うものの生活は安定していた。この作品が発表された翌月4月には旧友である赤塚不二夫の『天才バカボン』の連載が開始されている。
当時、高野慎三（権藤晋）は、1966年から約5年間にわたり、青林堂に在籍し、『ガロ』の編集に携わっていた。高野が青林堂への転職した動機は、つげ義春という作家にこだわりたかったからだ。高野にとって、『沼』『チーコ』『初茸がり』の衝撃は大きかったが、つげはそのあと『古本と少女』や『手錠』の旧作を描きかえる程度で、新作を発表しなくなる。つげがそのまま埋もれてしまうのではないかと惧れを感じていた高野が青林堂に入社して数日後、水木プロにつとめていたつげと話す機会をもった。

　｢もうマンガは描かないのですか？｣

と尋ねる高野に、作品の評判がよくなかったため、漫画を描くことを辞めようかと思うと低い声でつぶやいた。耳を疑い、この言葉に危機感を抱いた高野は、親しかった石子順造、山根貞男、梶井純らに相談し、『漫画主義』という批評同人誌を出す運びとなり、1967年の創刊号で「つげ義春特集」を編んだ。つげへの評価を保留していた石子を除き、高野、山根、梶井の3人がつげ作品について言及した。高野はのちに水木プロのアシスタントの一人から、つげ自身が「うれしかったといってました」と感想を述べていたと聞かされた。その1、2か月後、紺色地のジャンパーを着込んだつげが『通夜』の原稿を携え青林堂にひょっこり現れた。このときつげは、原稿を裸のまま丸めて輪ゴムで留め、ポケットに突っ込んでいた。高野は、その無頓着さにあきれると同時に、自らの表現に対して、必要以上に神経質にならないつげの態度に凄みと爽やかさを感じていた。　
『通夜』は、その当時読みふけっていた中国古典文学や日本の『今昔物語』、『日本霊異記』などの影響が大きい。平凡社の東洋文庫が多く出回ったころで、『聊斎志異』をはじめ『唐代伝奇集』、『剪刀新話』、『抱朴子』、『列仙伝』などを乱読した。そのため雰囲気的にはヒントになっている。ストーリーは全くのつげの創作だが、元々中国の話を読み始めたきっかけは漫画のヒントに使えないかと考えてのことであったものの、あまりにも話が奇抜すぎ、使えなかった。作中にはいつもニヤニヤ笑っている男が貸本漫画時代以来何年ぶりかで、主人公の一人（作中で老婆に盗賊と呼ばれる）として復活した。完成度が高く、つげ自ら後年、修正するところが全くないといわしめている。しかし描いた当時のつげには、気張った気持ちはなかった。
『通夜』を描いた直後から、つげは突然新作発表が多くなり、1967年だけでも『山椒魚』、『李さん一家』、『峠の犬』、『海辺の叙景』、『紅い花』、『西部田村事件』の7作品を書き上げ、さらに翌1968年には『ねじ式』をはじめ”旅もの”など8作品を書き上げ黄金期を築いた。『通夜』以降の作品では、タッチが精密に丁寧になるが、水木しげるの仕事を手伝っていた影響が大きい。

## あらすじ
土砂降りの雨の中、3人の良からぬ風体の男たちが1軒の農家を見つけ駆け込んで来た。家の主である老婆は、「お前ら盗賊じゃな」と言い、息子の通夜で気味が悪いぞ、と脅かすが、男らは気にせず、老婆を土間に追いやって死体の寝かされた部屋に入り込んで来る。「何故にお前らはもっとシミジミできんのじゃ」と老婆が叱責するも意に介せず、死体をくすぐり、供養の念仏はめちゃくちゃになり、挙句の果てに死体をかかえ上げて踊り出す。馬鹿騒ぎを繰り返した翌日雨は上がり、3人は大笑いをしながら出立する。「あの死体め、必死だったぞ」、「それにしても強情な死体だったよな」などというセリフを残し。

## 死体は生きているか死んでいるか
作品では、最後まで死体が本当に死んでいるのか、盗賊のような男たちを脅かして追い出すために死んだふりをしていたのかが明らかにされない。このため、発表後、死体は生きているか死んでいるかが争点となった。石子順造が問題化し、石子はそれについての評論を書いた。後に1993年に刊行された『つげ義春漫画術』（下巻）に収められた権藤晋とのインタビューの中で、初めて「生きている」ことが明らかにされた。石子も権藤も、深読みしすぎ「死体をもてあそぶ3人」とみていた。

## 批評
発表当時、京都大学の中川某という教授により新聞紙上で、「ひどいマンガだ。こういう漫画を読んではいけない。手塚治虫の『ジャングル大帝』を読みなさい。こんな死体をもてあそぶ漫画は絶対読んではいけません」などと酷評された。
権藤晋
『通夜』のすばらしさは、死体をもてあそぶところにこそある。突き抜けたユーモアがある。
これに対し、つげは「死んでいても、はっきり生きていてもユーモアにはならない。どちらともわからないように描いてあるからユーモアなんです。ラストに「あの死体め、必死だったぞ」とか「強情な死体だ」というセリフがあるが、そこがみそだ、と応じた。